# Dutch National Racing Team
Dutch National Racing Team organiseert alle soorten circuit autoraces vooral op het circuit van Zandvoort, Zolder, Meppen en Assen. De organisatie organiseert de helft van alle Nederlandse autoraces.

## Geschiedenis
De DNRT is opgericht als het Londen Sydney rally-team. Op een gegeven moment had het team in bijna elke Europese tourwagenklasse een stel auto's rijden. Op nationaal niveau haalden ze ook successen, met Huub en Jim Vermeulen wonnen ze drie keer het Nederlandse Formule Ford kampioenschap. De meest bekende coureur van het Dutch National Racing Team is Gijs van Lennep.
In 1994 stopten de raceactiviteiten van het team. Ze zijn races gaan organiseren, onder de naam Zomeravondcompetitie. Door DNRT worden jaarlijks 35 evenementen georganiseerd voor meer dan 800 coureurs.

## Raceklassen

### Toer
Deze klasse is voor alle auto's opengesteld. Er rijden hier diverse auto's die eerst een eigen cup hadden, zoals de Citroën Saxo, Citroën AX of Volkswagen Golf GTI.

### Sport
Wie te snel is voor de Toerklasse promoveert naar de Sportklasse. Er zijn per raceweekend twee races van ongeveer 15 ronden.

### Supersport
Hier rijden snellere auto's dan in de Toer- en Sportklasse. Ook is voor deze klasse een EU-racelicentie nodig, voor de Toer- en Sportklasse is een Club-racelicentie al genoeg. De races worden vaak tegelijk met de Porsche Club Racing gereden.

### Peugeot 206 GTi Cup
De DNRT Peugeot 206 GTi Cup is een eenheidsklasse waarbinnen gereden wordt met de Peugeot 206 GTi. De klasse is een raceserie opgericht voor iedereen die op een laagdrempelige manier wil kennismaken met de autosport. Met de 206 Cup wordt iedereen die ooit eens zelf zou willen racen de mogelijkheid geboden dit te verwezenlijken. Het startveld bestaat uit ca. 40 auto's.

### Westfield Cup
Met 180 pk bij maar 570 kg is de Westfield de ultieme raceauto. De klasse rijdt acht evenementen per jaar en maakt naast de DNRT-racedagen ook uitstapjes naar circuits als Anneau du Rhin, Meppen en Spa Francorchamps. De kosten liggen iets hoger dan bij de gemiddelde DNRT-raceklasse.

### E30 Cup
De BMW E30 Cup is al sinds jaar en dag de DNRT-klasse bij uitstek. Hier rijden uitsluitend BMW E30's. Een geprepareerde auto weegt ongeveer 1000 kg en heeft een vermogen van 175 pk. De E30 is al vele jaren uiterst populair, en nog altijd komen er grote velden met deze auto aan de start.

### Max5 Racing
De Mazda MX5 Cup is wellicht de meest competitieve klasse binnen het DNRT. De populaire MX5 levert al jaren spannende races, en met zijn instelbaar onderstel en motoren die aangepast mogen worden is dit een goede klasse voor rijders die willen doorstromen vanuit de Peugeot 206 GTi Cup of de BMW Compact Cup.

### BMW Compact Cup
De BMW Compact Cup bestaat sinds 1997. Deze raceklasse is destijds opgericht met als doel een betaalbare raceklasse neer te zetten. De E36 BMW Compact 318ti heeft een goede gewichtsverdeling en achterwielaandrijving. Veel bekende coureurs zijn in deze klasse begonnen.
De BMW Compact Cup kent een startveld van ervaren en beginnende coureurs. Doordat de raceauto's gelijk aan elkaar zijn, ontstaat er op de baan een eerlijke strijd waarbij kwaliteit van de rijder doorslaggevend is. In seizoen 2021 reed Tom Coronel als gastrijder mee.

### Porsche Club Racing
Dit is een kampioenschap voor alle soorten Porsches. Er rijden hier ook auto's die je ook in andere klassen tegenkomt zoals Jack Rozendaal die met zijn Porsche ook in de Dutch Supercar Challenge rijdt.

### Porsche 944 Cup
De Porsche 944 Cup is bestemd voor de Porsche 944. Er zijn ook Porsche 944 kampioenschappen in onder ander Groot-Brittannië en in Australië.

### Squadra Italia
Dit is een kampioenschap voor Alfa Romeo's. Hierbij gaat het vooral om het plezier van het racen, er wordt onder andere elk jaar een barbecue georganiseerd voor alle coureurs.

### Volvo 360 cup
Deze klasse geniet al vele jaren grote populariteit, mede door de aanschafprijs van een Volvo 360. Gastrijders in deze klasse zijn onder andere Jan Lammers, Yelmer Buurman, Allard Kalff en Cor Euser.

### Oude raceklassen
- BMW 325ti Compact: Deze klasse reed met de BMW E46. De klasse is bestemd voor tweemansteams. Een raceweekeinde bestond uit twee kwalificaties, 2 sprintraces en een anderhalf uur durende race met rijderswissel. Deze klasse had een vast kleurschema; wit, oranje, blauw en een “persoonlijke” kleur.

- Volkswagen Endurance Cup
- Dacia Logan Cup
- Seat Endurance Cup
- Saker Sportscar Challenge: Dit is een kampioenschap voor auto's van het merk Saker. De dichte versies (GT en RapX) en de open versies (Sprint en Sniper) zijn hier allen te vinden. Er vinden sprint en semi-endurance-races plaats.

- Formule Gloria: Dit is een van de formuleklassen in de DNRT. De klasse werd opgezet in 2007; de auto's konden gekocht of gehuurd worden bij Gloria Cars dealer Racing Concepts. Het eerste seizoen Formule Gloria werd met de B4-10Y gereden, in 2008 wordt er met de Gloria B5-10Y gereden, de auto uit het Formule Azurra-kampioenschap.
- DNRT V8: Dit is een klasse binnen de DNRT in 2008 is gestart. De auto's uit het kampioenschap zijn gebaseerd op de stockcars uit de Verenigde Staten.

- E30M: Deze klasse reed met BMW E30's. Deze BMW's zijn meer richting het racen afgesteld. De auto mag hier lichter gemaakt worden, tot 900 kg. De cilinderinhoud mag verhoogd worden naar 2700 cc.